# Alyagi
Alyagi (azerbajdzjanska: Ələhi) är en ort i Azerbajdzjan.   Den ligger i distriktet Nachitjevan, i den sydvästra delen av landet, 400 kilometer väster om huvudstaden Baku. Alyagi ligger 1 680 meter över havet och antalet invånare är 132.
Terrängen runt Alyagi är kuperad åt nordväst, men åt sydost är den bergig. Runt Alyagi är det ganska glesbefolkat, med 27 invånare per kvadratkilometer.. Närmaste större samhälle är Tivi, 5,3 kilometer söder om Alyagi. 
Trakten runt Alyagi består i huvudsak av gräsmarker.